# 1996 у літературі

## Нагороди
- Нобелівська премія з літератури: Віслава Шимборська, "за поезію, яка з іронічною точністю проявляє історичні та біологічні явища в контексті реальності людства"
- Букерівська премія: Грем Свіфт, «Останні розпорядження»
- Премія Неб'юла
  - Премія Неб'юла за найкращий роман: Ніколя Ґріффіт, «Повільна ріка»
  - Премія Неб'юла за найкращу повість: Джек Ден, «Da Vinci Rising»
  - Премія Неб'юла за найкраще оповідання: Естер Фрізнер, «День народження»
- Премія Г'юґо
  - Премія «Г'юґо» за найкращий роман: Ніл Стівенсон, «Діамантовий вік» (The Diamond Age)
  - Премія Г'юґо за найкращу повість: Аллен Стіл, «Смерть Капітана Майбутнє» (Allen Steele. The Death of Captain Future)

## Померли
- 28 січня — Бродський Йосип Олександрович, російський поет, лауреат Нобелівської премії з літератури (народився в 1940).
- 3 березня — Марґеріт Дюрас, французька письменниця, акторка, режисер і сценарист (народилась у 1914).
- 18 березня — Одіссеас Елітіс, грецький поет, лауреат Нобелівської премії з літератури (народився в 1911).
- 31 травня — Тімоті Лірі, американський письменник (народився в 1920).

## Нові книжки
- Бійцівський клуб — перший роман, опублікований американським автором Чаком Поланіком.
- Гра престолів — перший роман з циклу «Пісня льоду та полум'я» американського письменника Джорджа Мартіна.
- Зелена миля — роман Стівена Кінга.
- Камертон Дажбога — фантастичний роман Олеся Бердника.